# Kepler-21b
Kepler-21b es un planeta extrasolar que orbita a Kepler-21 (también conocido como HD 179070), una estrelal de tipo expectral F6IV situada a unos 352 años luz (108 Parsec) del Sistema Solar en la constelación de Lyra. Orbita a la estrella con un radio de 1,6 Tierras en 2,8 días a un poco menos de 0,043 UA de su estrella madre. Es significativamente más grande, más masiva y brillante que el sol, Kepler-21b tendrían una temperatura media de equilibrio de más de 1680 °C.
No se conoce la masa de este planeta, es imposible precisar la naturaleza; que podría ser de supertierra o Neptuno caliente o cualquier intermediario entre estas dos tipologías.